# Средиземноморская чайка
Средиземноморская чайка (лат. Larus michahellis) — птица семейства чайковых.

## Описание

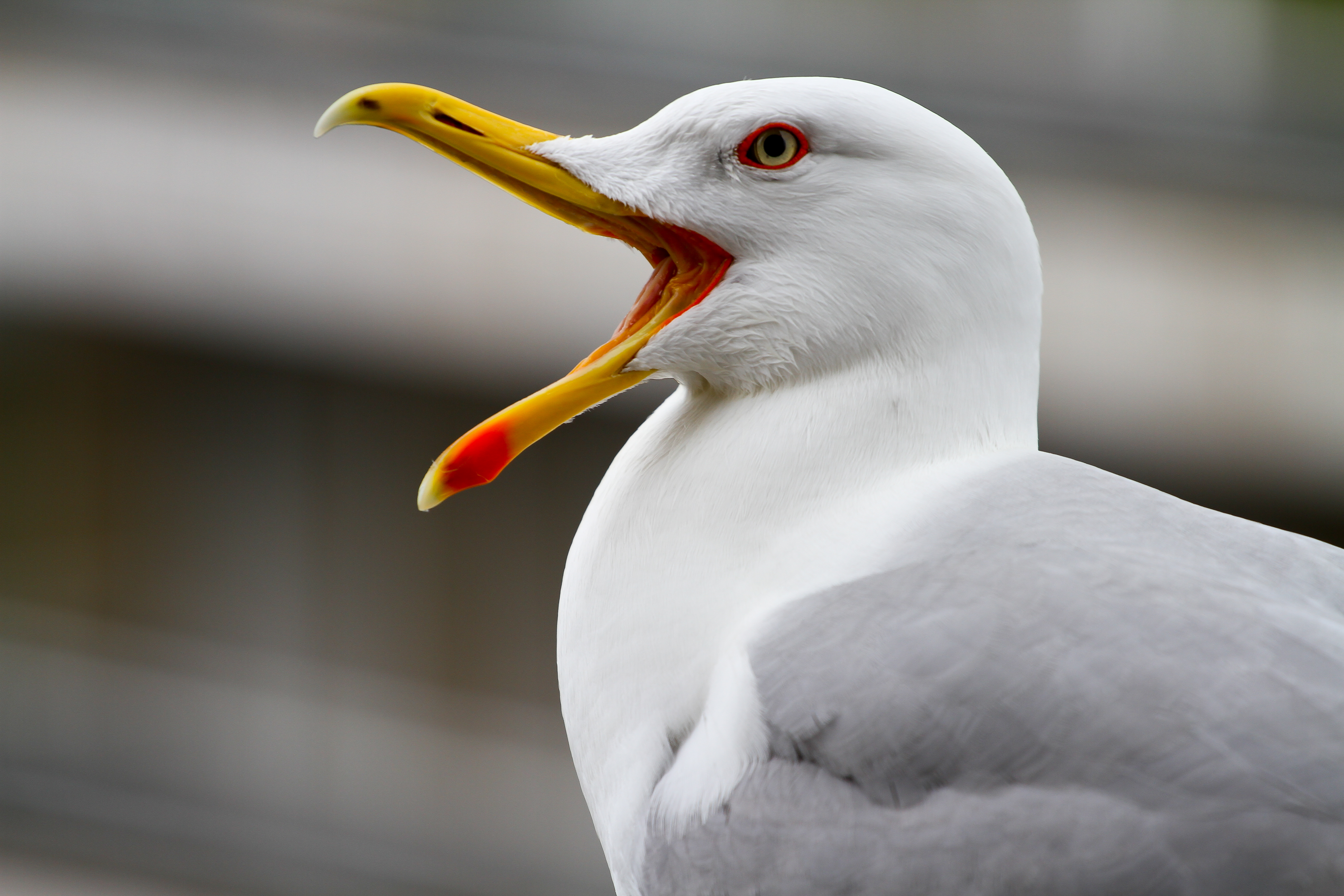

Средиземноморская чайка длиной 52—58 см, размах крыльев составляет 120—140 см. Половой диморфизм отсутствует. У взрослых птиц в брачном наряде голова чисто белая также как шея, затылок, вся нижняя сторона и хвост. Клюв и радужины жёлтого, а окологлазное кольцо красного цвета. Ноги жёлтые. Верхняя часть тела светло-серая.
Молодые птицы имеют серо-бурое оперение. Перья верхней части тела тёмно-коричневые со светлыми кромками. Крылья чёрно-коричневые. Гузка и основание хвоста белые. Грудь и боковые стороны покрыты бурыми пятнами, брюхо и подхвостье белёсые. Клюв чёрный, ноги телесного цвета, радужины тёмные.

## Распространение
Средиземноморская чайка распространена от Макаронезии на восток до побережья Пиренейского полуострова и Бискайского залива. ареал вида охватывает побережье Средиземного моря до Адриатики и к югу до Туниса, Пелагских островов и Мальты, Эгейское море, Крит и Кипр и простирается вдоль Дарданелл, Мраморного моря и Босфора до Чёрного моря, где вид встречается в западной части, вверх по течению Дуная, а также на юго-восточном побережье. Имеются небольшие гнездовые популяции в Мавритании, Ливии, Израиле и Египте. Также на севере Западной и Центральной Европы имеются рассеянные колонии или отдельные гнездовья, например в Швейцарии, южной Германии, Австрии, Польше, Словакии, Нидерландах и Великобритании.

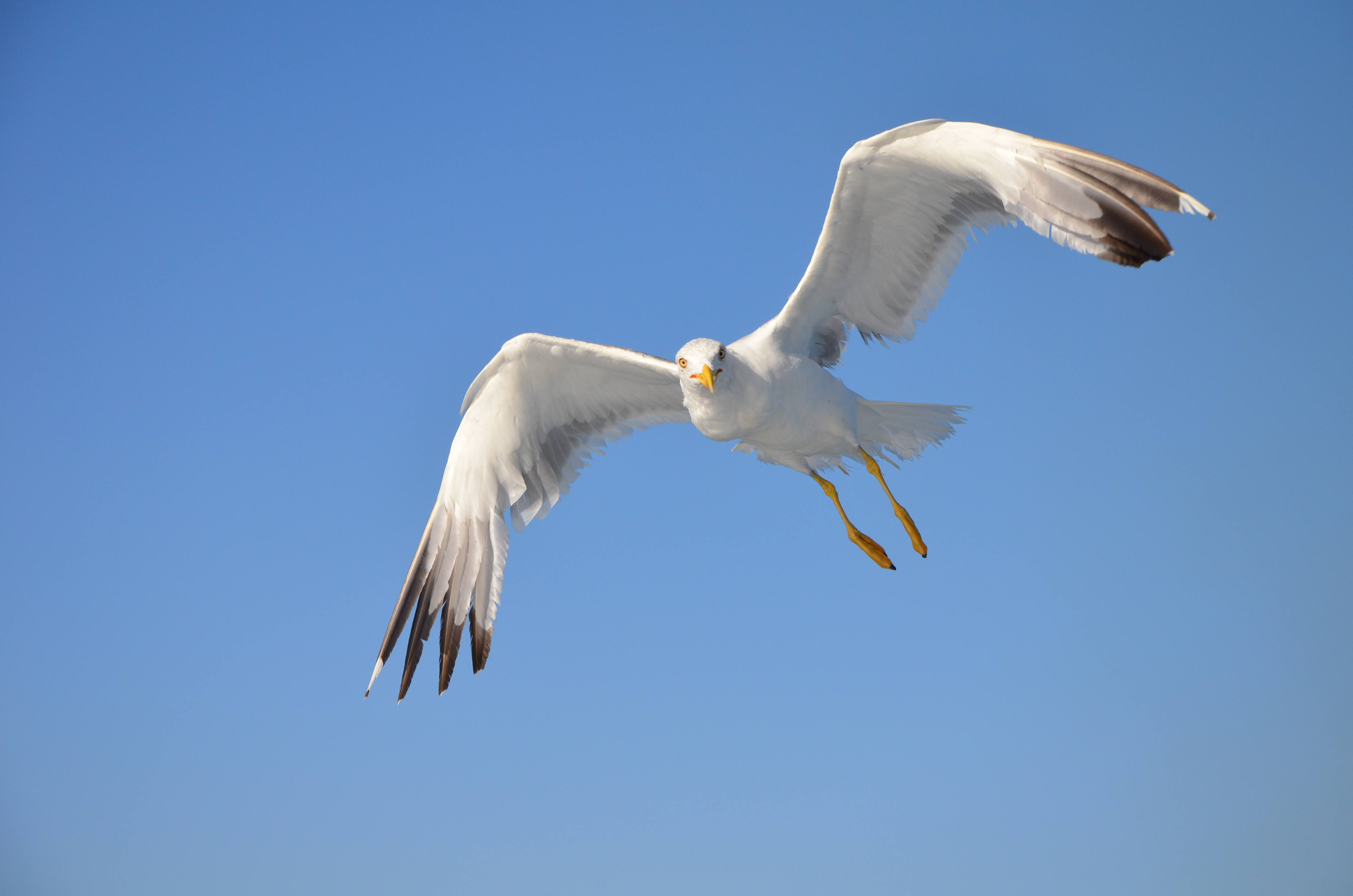
Средиземноморская чайка в полёте

Чайка гнездится на скалистом побережье или на скалистых и песчаных островах недалеко от побережья, а также на островах с наносным грунтом или высокой растительностью, в лагунах, на соляных прудах и эстуариях. Иногда вид гнездится на крышах зданий, расположенных у побережья деревень, городов и портов, например в европейской части Турции и Болгарии.
Вне периода гнездования чайка обитает преимущественно на побережье, где она ищет питание в открытом море или в рыболовецких гаванях или на пляжах. В глубине материка она водится, главным образом, вдоль рек, а также на сельскохозяйственных угодьях, у водоёмов и на свалках мусора.

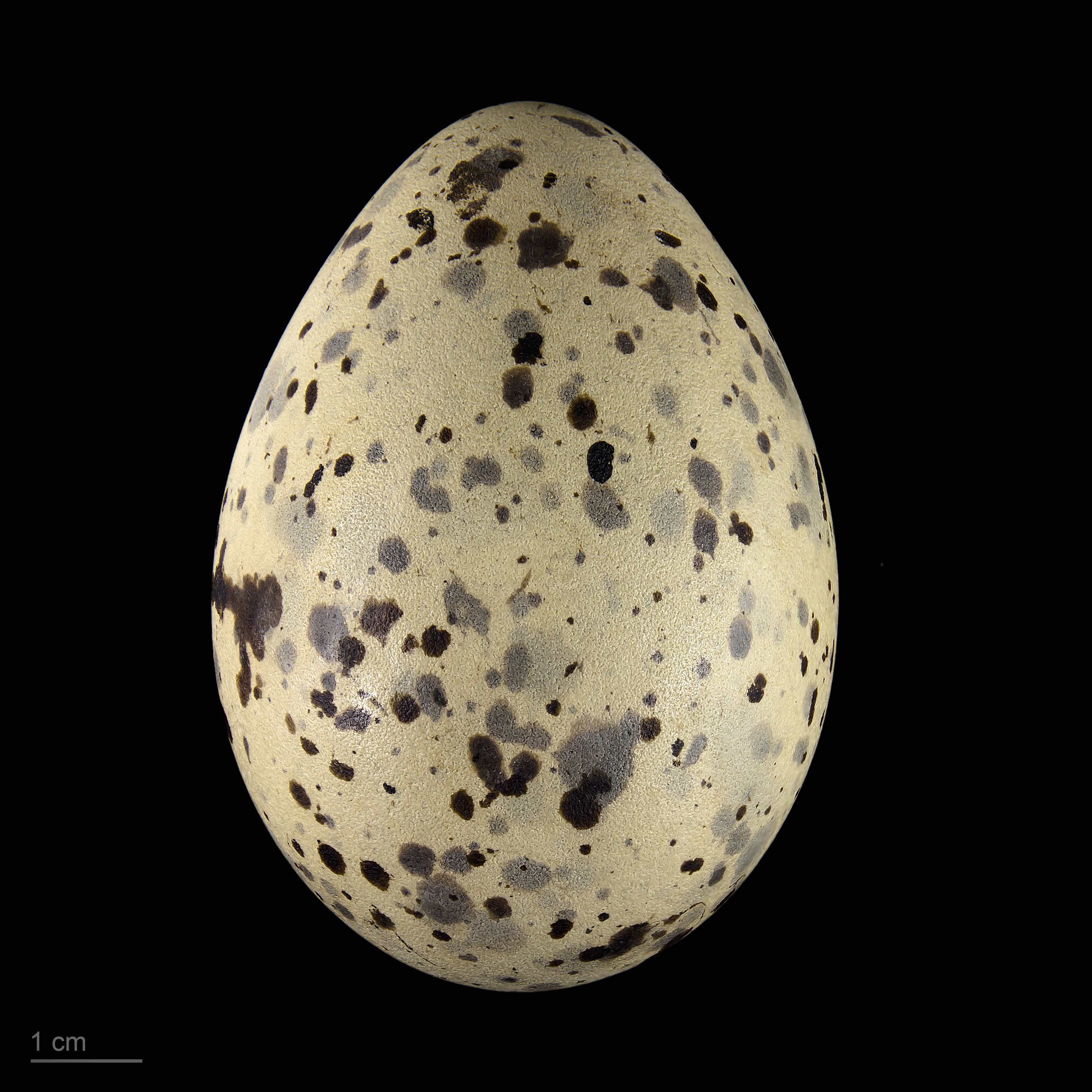
яйцо Larus michahellis atlantis - Тулузский музеум

## Питание
Спектр питания так же разнообразен, как, например, у серебристой чайки. Большую часть питания составляют рыбы и каракатицы, меньшую — моллюски и ракообразные. Кроме того, наземные животные от улиток до мелких млекопитающих, а также зерно, маслины, инжир и тому подобное также имеют значение.